# John Finn
John Finn (Nueva York, 30 de septiembre de 1952) es un actor estadounidense de cine y televisión. Es conocido por sus papeles en las series televisivas EZ Streets y Cold Case.

## Biografía
Nacido en Nueva York, es hijo de padres irlandeses. En 1970 se graduó en la Eldred Central School en Eldred, Nueva York. Después de graduarse, se unió a la Armada de los Estados Unidos durante unos años, y más tarde comenzó su carrera de actor.
En 1980 debutó en la película de televisión Rage!. Durante los años 1980, en los comienzos de su carrera como actor, trabajó además como conductor de limusinas para mantenerse, y trabajó realizando pequeños papeles en series como The Incredible Hulk (1977), Fame (1982), Miami Vice (1984), o Spenser: For Hire (1985).
A lo largo de su carrera, obtuvo papeles secundarios en películas como Tiempos de gloria (1989), El informe Pelícano (1993), Volar por los aires (1994), Turbulence (1997), True Crime (1999), Atrápame si puedes (2002), o The Hunted (2003), y también consiguió papeles recurrentes en series de televisión como The X-Files (1993), NYPD Blue (1993), Chicago Hope (1994), Brooklyn South (1997), The Practice (1997), Dawson's Creek (1998), o Strange World (1999).
Desde 2003 hasta 2010, Finn interpretó el papel del teniente John Stillman en la serie de televisión Cold Case.

## Filmografía

### Películas
- Rage! (1980, TV)
- Death Mask (1984)
- The Pope of Greenwich Village (1984)
- Alone in the Neon Jungle (1988, TV)
- Shakedown (1988)
- Glory (1989)
- Loose Cannons (1990)
- A Shock to the System (1990)
- Desperate Hours (1990)
- Cover Up (1991)
- Posing: Inspired by Three Real Stories (1991, TV)
- Quicksand: No Escape (1992, TV)
- Steel Justice (1992, TV)
- Lady Against the Odds (1992, TV)
- Mario and the Mob (1992, TV)
- Citizen Cohn (1992, TV)
- Being Human (1993)
- Nowhere to Run (1993)
- Cliffhanger (1993)
- Carlito's Way (1993)
- Geronimo: An American Legend (1993)
- The Pelican Brief (1993)
- Blown Away (1994)
- Runway One (1995, TV)
- Truman (1995, TV)
- Murderous Intent (1995, TV)
- City Hall (1996)
- Gone in the Night (1996, TV)
- Crazy Horse (1996, TV)
- Turbulence (1997)
- Invasion (1997, TV)
- Trojan War (1997)
- Seasons of Love (1999, TV)
- True Crime (1999)
- Atomic Train (1999, TV)
- Deadlocked (2000, TV)
- Rocket's Red Glare (2000, TV)
- Shadow Realm (2002, TV)
- Analyze That (2002)
- Atrápame si puedes (2002)
- The Hunted (2003)
- The Human Stain (2003)
- Property (2006)
- Ad Astra (2019)

### Series (parcial)
- The Incredible Hulk (1 episodio, 1981)
- Fame (1 episodio, 1982)
- The Fall Guy (2 episodios, 1982)
- Spenser: For Hire (1 episodio, 1987)
- Leg Work (1 episodio, 1987)
- Miami Vice (1 episodio, 1988)
- A Man Called Hawk (1 episodio, 1989)
- ABC Afterschool Specials (1 episodio, 1990)
- Law & Order (1 episodio, 1990)
- Cheers (1 episodio, 1992)
- Frasier (1 episodio, 1993)
- Chicago Hope (3 episodios, 1994-1995)
- NYPD Blue (4 episodios, 1995-2001)
- EZ Streets (9 episodios, 1996)
- Millennium (1 episodio, 1997)
- The X-Files (5 episodios, 1997-1999)
- Brooklyn South (8 episodios, 1998)
- Strange World (2 episodios, 1999)
- Dawson's Creek (4 episodios, 1999-2003)
- The Practice (2 episodios, 2000)
- Cold Case (2003-2010)